# Pantomallus tristis
Pantomallus tristis är en skalbaggsart som först beskrevs av Blanchard 1843.  Pantomallus tristis ingår i släktet Pantomallus och familjen långhorningar. Inga underarter finns listade i Catalogue of Life.